# 월성초등학교 (산청군)
월성초등학교는 대한민국 경상남도 산청군 신안면 수월로 39 (신안리)에 있었던 초등학교이다.

## 연혁
- 1938년 4월 12일 신안공립심상소학교 부설 안간간이학교 인가
- 1946년 12월 31일 신안국민학교 신안분교장 인가
- 1949년 8월 31일 월성국민학교로 승격
- 1968년 3월 1일 둔철분교장 인가
- 1991년 3월 1일 방목분교장 통폐합
- 1996년 3월 1일 월성초등학교로 개칭
- 1997년 2월 22일 제47회 졸업(총 2037명)
- 1997년 3월 1일 신안초등학교로 통폐합